# Diocese de Bréscia
A Diocese de Bréscia (Dioecesis Brixiensis) é uma circunscrição eclesiástica da Igreja Católica na Itália, pertencente à província eclesiástica de Milão e à Conferenza Episcopale Italiana.
A sé episcopal está na Catedral de Bréscia, na região da Lombardia.

## História
A lenda traça os primórdios do cristianismo em Bréscia a São Barnabé, que teria feito Santo Anatolus bispo. No entanto, Milão também reivindica Anatolus como seu primeiro bispo, consagrado por São Barnabé. Em qualquer caso, a fé foi provavelmente trazida a Bréscia por meio de Milão. Durante o reinado do imperador Adriano, Bréscia foi palco do martírio dos santos Faustino e Jovita (cfr. Acta Sanctorum, 15 de fevereiro). Da época das perseguições, a tradição menciona os nomes de vários bispos, mas nada de autêntico se sabe sobre eles. No século IV ocorre São Filástrios. Ele foi sucedido por São Gaudêncio, consagrado por Santo Ambrósio (c. 387), que ergueu fora dos muros da cidade a igreja Ad Concilia Sanctorum, na qual a santa matrona Sílvia foi enterrada mais tarde.
Vários bispos que governaram esta diocese do século IV ao VII são intitulados santos, por exemplo, Paulo de Bréscia, Teófilo de Bréscia, São Silvino, São Gaudioso, Santo Optaciano, São Dominador (495) e São Domingos de Bréscia (613), que com os muitos presentes que recebeu da rainha lombarda Teodolinda, ergueu a igreja chamada Rotonda. O bispo Ramperto trouxe para Bréscia os beneditinos, que construíram uma igreja para a qual transferiram as relíquias dos santos Faustino e Jovita; ele também participou do Concílio de Mântua de 827.
O bispo Notingus recebeu o título de Conde de Bréscia para a sé do Imperador Luís II em 844, então ele e seus sucessores se tornaram príncipes-bispos, governantes civis da cidade e do condado. Muitas lutas se seguiram, em particular depois que Margrave Arduin de Ivrea, que havia se proclamado Rei da Itália (1002), assassinou o bispo desta cidade por manter lealdade ao Sacro Imperador Romano Henrique II. Henrique, para garantir a fidelidade dos cidadãos de Bréscia, foi obrigado a confirmar a liberdade civil concedida a eles por Arduin, que é a origem da comuna cívica de Bréscia. O bispo Landolfo II (1007) construiu a igreja de Santa Eufêmia fora dos muros.
Durante o episcopado de Manfredo Lucciaga (1133), Arnaldo de Bréscia disseminou seus ensinamentos, com o resultado de que os governadores da cidade praticamente confiscaram as propriedades das igrejas de Bréscia. Alberto de Rezzato (1213) teve que lutar contra os Paterinos; ele também trouxe muitas relíquias da Terra Santa. O Beato Gualla Ronio (1229), dos Frades Pregadores, foi distinguido por sua virtude. Berardo Maggi (1275), um Guelfo (apoiador papal no Conflito das Investiduras), foi feito Duque e Conde da cidade e construiu, entre outras obras, dois canais desviando as águas dos Rios Chiese e Mella, a fim de fornecer a força motriz para muitas fábricas. Tommaso Visconti (1388) fez muito pela manutenção da disciplina entre o clero. Sob o bispo Francesco de' Mareri (1418), a pregação de São Bernardino de Siena operou uma grande reforma moral na cidade de Bréscia. Pietro dal Monte (1442) adornou o palácio episcopal, ergueu um hospital e escreveu diversas obras. Paolo Zane (1481) construiu o santuário de Santa Maria delle Grazie e fundou o hospital para doentes incuráveis.
No século XVI, três cardeais se sucederam: Francesco Cornaro (1532), Andrea Cornaro (1543) e Durante Duranti (1551). Em conformidade com os decretos do Concílio de Trento, Domenico Bollani (1559) convocou um sínodo diocesano (1574) e fundou o seminário. Giovanni Dolfin (1579) secundou São Carlos Borromeu em seu trabalho de reforma, que por seu próprio desejo celebrou as exéquias do Bispo Dolfin. O Bispo Pietro Vito Ottoboni (1654) foi posteriormente elevado ao papado sob o nome de Alexandre VIII. O Cardeal Gianalberto Badoardo (1706) foi um pastor muito zeloso, combatendo de maneira especial o Quietismo que ocorria em sua diocese. O Cardeal Angelo Maria Quirini (1727) fundou a biblioteca da comuna, que recebeu seu nome, e fez muito pela restauração da catedral. Durante o episcopado de Giovanni Nani (1773) ocorreu a invasão francesa , com a consequente pilhagem de igrejas e conventos.
Em 12 de setembro de 1818 ganhou território da suprimida Abadia nullius de Asola.
Recebeu visitas papais do Papa João Paulo II (em fevereiro de 1982 e setembro de 1998) e do Papa Bento XVI em novembro de 2009.

## Bispos
O catálogo mais antigo dos bispos de Bréscia está contido em um manuscrito, chamado código Queriniano, que Brunati (Santos de Bresciani) atribui a meados do século XI. A lista de bispos até o século IX também está contida no discurso que o bispo Ramperto realizou em 838 por ocasião da translação dos restos mortais de seu predecessor São Filastrio da igreja de Sant'Andrea para a catedral, no qual Ramperto recorda todos os bispos depois de Filastrio, septimus episcopus brixiensem, até seu episcopado. Devido à antiguidade das testemunhas, este catálogo é considerado autêntico.
- Santo Anatalone  ? † (início do século III)
- São Clauteu † (segunda metade do século III ou início do século IV)
- São Viator † (início do século IV)
- São Flávio Latino † (século IV)
- São Apolônio † (século IV)
- São Ursicinus ou Ursacius † (mencionado em 342/344)
- São Faustino † (segunda metade do século IV)
- São Filástio † (circa 379 – morreu em 17 de julho de 387) [ 17 ]
- São Gaudêncio † (antes de 397 - depois de 406)
- São Paulo † (início do século V)
- São Teófilo † (primeira metade do século V)
- São Silvino † (primeira metade do século V)
- São Gaudioso † (primeira metade do século V)
- São Otávio † (mencionado em 451)
- São Vigílio † (segunda metade do século V)
- São Ticiano † (final do século V)
- São Paulino (Paulo) † (início do século VI)
- São Cipriano † (primeira metade do século VI)
- São Ercolano † (século VI)
- São Honório † (segunda metade do século VI)
- São Rusticiano † (final do século VI)
- São Dominador † (final do século VI)
- São Paulo † (início do século VII)
- São Paterius † (início do século VII)
- Santo Anastácio † (século VII)
- São Domingos † (cerca de 655 - cerca de 671)
- São Félix † (final do século VII)
- Santo Deusdedit (Diodato, Adeodato) † (antes de 679 - depois de 680)
- Gaudioso † (final do século VII)
- Rusticiano † (início do século VIII)
- Apolinário † (início do século VIII)
- André † (século VIII)
- Teobaldo † (meados do século VIII)
- Vitale † (meados do século VIII)
- Bento † (mencionado em 761)
- Ansoaldo † (mencionado em 774?)
- Cuniperto † (final do século VIII)
- Anfrido † (mencionado em 813)
- Pedro † (início do século IX)
- Ramperto † (antes de 827 - depois de 842)
- Notingo † (antes de 844 - depois de 859)
- Antônio † (antes de 863 - depois de 898)
- Ardingo † (antes de 901 - 922)
- Landolfo † (922 - ?)
- José † (meados do século X)
- Antônio † (antes de 952 - depois de 969)
- Godofredo de Canossa † (antes de 979 - antes de julho de 981 nomeado bispo de Luni)
- Attone de Canossa † (segunda metade do século X)
- Adalberto † (antes de 996 - depois de outubro de 1001)
- Landolfo † (antes de maio de 1006 - 26 de abril de 1030 falecido)
- Olderico (Olderico I) † (antes de julho de 1031 - morreu em 1054)
- Eccheardo † (abril-junho de 1055 - falecido em 1057)
- Adelman de Liège † (antes de abril de 1059 - 1061 falecido)
- Alderic (Olderic II) † (mencionado em 1074)
- Conone † (mencionado em 1080)
- João † (mencionado em 1085)
- Oberto † (antes de 1093 - 1098 deposto)
- Arimanno da Gavardo † (por volta de abril de 1098 - deposto antes de março de 1116)
- Villano † (12 de março de 1116 consagrado - 1132 deposto)
- Manfredo Boccacci † (1133 - 7 de janeiro de 1153 morreu)
- Raimundo de Monte Claro † (antes de 1 de março de 1153 – falecido em 4 de agosto de 1173)
- Giovanni Griffi chamado Fiumicello † (antes de 2 de junho de 1174 - 10 de novembro de 1195 morreu)
- Giovanni da Palazzo † (18 de novembro de 1195 - 5 de agosto de 1212 morreu)
- Alberto de Reggio † (antes de 22 de maio de 1213 – 1226 nomeado Patriarca de Antioquia)
- Beato Guala de Roniis, OP † (antes de 1229 – falecido em 5 de setembro de 1244)
- Azzone da Torbiato † (1244 - 18 de outubro de 1253 morreu)
- Cavalcano Sala † (1253 - 1263 falecido)
- Martino Arimanni † (15 de março de 1264 - falecido em 1275)
- Berardo Maggi † (falecido em 21 de setembro de 1275 - 6 de outubro de 1308)
- Federico Maggi † (2 de janeiro de 1309 – cerca de 1317 deposto ou nomeado bispo de Piacenza)
- Princivalle Fieschi † (27 de julho de 1317 - 24 de maio de 1325 nomeado bispo de Tortona )
- Tiberio della Torre † (24 de maio de 1325 - falecido em 1333)
- Jacopo de Atti † (14 de junho de 1335 - 31 de outubro de 1344 falecido)
- Lamberto Balduino della Cecca † (3 de novembro de 1344 - 3 de setembro de 1349 falecido)
- Bernardo Tricardo , O.Cist. † (23 de outubro de 1349 - 15 de março de 1358 falecido)
- Raimondo Bianchi, OSB † (24 de setembro de 1358 – falecido em 1362)
- Enrico da Sessa † (19 de dezembro de 1362 - 22 de outubro de 1369 nomeado bispo de Como)
- Agapito Colonna † (22 de outubro de 1369 – 11 de agosto de 1371 nomeado Patriarca de Lisboa)
- Stefano Palosti de Verayneris † (3 de setembro de 1371 - 30 de março de 1373 nomeado bispo de Todi )
- Andrea de Aptis, OESA † (30 de março de 1373 – falecido em 1378)
- Nicolò Zanasio † (1378 - 1383 ou 1384 nomeado arcebispo de Benevento)
- Andrea Segazeno , OESA † (14 de janeiro de 1383 ou 1384 – morreu após 11 de março de 1387)
- Tommaso Visconti, OESA † (28 de janeiro de 1388 - 1 de fevereiro de 1390 nomeado bispo de Cremona)
- Francesco Lante, OFM † (13 de abril de 1390 – 21 de outubro de 1390 nomeado bispo de Cremona)
- Tommaso Visconti † (21 de outubro de 1390 – 28 de março de 1397 nomeado bispo in partibus de Egina) (pela segunda vez)
- Tommaso Pusterla † (28 de março de 1397 - falecido em 1399)
- William Pusterla † (14 de março de 1399 - falecido em 1416)
- Antonio Correr, OP † (antes de 11 de maio de 1409 – 15 de julho de 1409 nomeado bispo de Ceneda) (antibispo)
- Pandolfo Malatesta † (1416 - 7 de outubro de 1418 renunciou) (administrador apostólico)
- Francesco Marerio † (30 de janeiro de 1419 - 23 de março de 1442 nomeado bispo de Montefiascone e Corneto)
- Pietro de Monte † (falecido em 23 de março de 1442 - 12 de janeiro de 1457)
- Bartolomeo Malipiero † (24 de janeiro de 1457 - 4 de novembro de 1464 morreu)
- Domenico de Dominici † (14 de novembro de 1464 - 17 de fevereiro de 1478 morreu)
- Lorenzo Zane † (27 de fevereiro de 1478 - 1480 renunciou)
- Paolo Zane † (19 de dezembro de 1480 - março de 1531 morreu)
- Francesco Corner (ou Cornaro) † (março de 1531 - 13 de março de 1532 renunciou) (administrador apostólico)
- Andrea Corner (ou Cornaro) † (13 de março de 1532 - 30 de janeiro de 1551 morreu)
- Alvise Priuli (1551 - 1551) (bispo eleito)
- Durante Duranti † (18 de fevereiro de 1551 - 24 de dezembro de 1558 falecido)
- Domenico Bollani † (15 de março de 1559 - 12 de agosto de 1579 morreu)
- Giovanni Dolfin † (26 de agosto de 1579 - 1 de maio de 1584 morreu)
- Gianfrancesco Morosini † (falecido em 23 de setembro de 1585 - 14 de janeiro de 1596)
- Marino Zorzi (Giorgi) † (4 de março de 1596 - 28 de agosto de 1631 morreu)
- Vincenzo Giustiniani † (31 de janeiro de 1633 - 13 de fevereiro de 1645 falecido)
- Marco Morosini † (31 de julho de 1645 - 4 de outubro de 1654 falecido)
- Pietro Vito Ottoboni † (7 de dezembro de 1654 - 9 de junho de 1664 renunciou e foi eleito papa com o nome de Alexandre VIII)
- Marino Giovanni Zorzi (Giorgi) † (9 de junho de 1664 - 24 de outubro de 1678 morreu)
- Bartolomeo Gradenigo † (13 de julho de 1682 - 29 de julho de 1698 falecido)
- Daniele Marco Dolfin † (15 de setembro de 1698 - 5 de agosto de 1704 falecido)
- Giovanni Badoer (Badoaro) † (7 de junho de 1706 - 17 de maio de 1714 morreu)
- Gianfrancesco Barbarigo † (9 de julho de 1714 - 20 de janeiro de 1723 nomeado bispo de Pádua)
- Fortunato Morosini, OSB † (15 de março de 1723 – 25 de junho de 1727 falecido)
- Angelo Maria Querini, OSB † (30 de julho de 1727 – falecido em 6 de janeiro de 1755)
- Giovanni Molin † (17 de fevereiro de 1755 - 14 de março de 1773 falecido)
- Giovanni Nani † (19 de abril de 1773 - 23 de outubro de 1804 falecido)
  - Sé Vaga (1804-1807)
- Gabrio Maria Nava † (falecido em 18 de setembro de 1807 - 2 de novembro de 1831)
  - Sé Vaga (1831-1834)
- Carlo Domenico Ferrari, OP † (20 de janeiro de 1834 – 29 de novembro de 1846 morreu)
  - Sé vaga (1846-1850)
- Girolamo Verzeri † (30 de setembro de 1850 - 1 de dezembro de 1883 morreu)
- Giacomo Maria Corna Pellegrini Spandre † (1 de dezembro de 1883 - 21 de maio de 1913, falecido)
- Giacinto Gaggia † (falecido em 28 de outubro de 1913 - 15 de abril de 1933)
- Giacinto Tredici, O.SS.CA † (21 de dezembro de 1933 - 19 de agosto de 1964 falecido)
- Luigi Morstabilini † (7 de outubro de 1964 - 7 de abril de 1983 aposentado)
- Bruno Foresti † (7 de abril de 1983 - 19 de dezembro de 1998 aposentado)
- Giulio Sanguineti (19 de dezembro de 1998 - aposentado em 19 de julho de 2007)
- Luciano Monari (19 de julho de 2007 - 12 de julho de 2017 aposentado)
- Pierantonio Tremolada, de 12 de julho de 2017